# Ricomincio da 20
Ricomincio da 20 era un programma televisivo italiano trasmesso in un'unica serata su Canale 5 per celebrare i vent'anni dell'emittente. È andato in onda il 29 settembre 2000 in diretta dal Forum di Assago, condotto da Mike Bongiorno e Paolo Bonolis.

## Svolgimento della serata
Ad aprire la serata è stata Fiorella Pierobon. Nel corso della serata i due conduttori intervistavano sia personaggi chiave della storia della rete, sia alcuni ospiti d'onore come Alberto Sordi, Renato Zero e Laura Pausini; questi ultimi due si esibirono cantando alcuni dei loro successi. Durante il galà, c'erano degli interventi dei conduttori di Striscia la notizia Ezio Greggio ed Enzo Iacchetti, preceduti dal suono di un antico clacson ed accompagnati dalle veline dell'epoca Elisabetta Canalis e Maddalena Corvaglia, che dietro una piccola riproduzione del bancone del programma lanciavano dei servizi ironici.
Maurizio Costanzo condusse un talk show con il cast della soap opera Vivere, mentre Cristina Parodi, all'epoca conduttrice di Verissimo, presentò una sfilata di moda con le modelle che indossavano alcune delle creazioni di alcuni grandi stilisti italiani realizzate negli anni ottanta. La Premiata Ditta raccontò una favola che giocava con i tormentoni pubblicitari. Naturalmente c'era anche Enrico Mentana, a quell'epoca direttore del TG5, accompagnato dalla sigla del telegiornale della PFM.
Era presente un'orchestra che eseguiva alcuni brani ed era diretta in rotazione da alcuni maestri d'orchestra dei programmi di intrattenimento di Mediaset come Peppe Vessicchio, Renato Serio, Demo Morselli, Roberto Pregadio. Quest'ultimo si commuoveva insieme a Bongiorno, ricordando il celebre conduttore Corrado, morto l'8 giugno dell'anno precedente. Infatti con lui lavorò alla trasmissione La Corrida. Al termine della serata fu mandato in onda il promo di presentazione della stagione televisiva 2000-2001 di Canale 5.

## Curiosità
- La serata fu trasmessa nel giorno del compleanno del fondatore di Canale 5, Silvio Berlusconi, che decise però di non presenziare "per ragioni di opportunità politica".[2]
- Comparve in un video saluto Alberto Castagna, che da lì a pochi mesi sarebbe tornato in onda con il suo programma Stranamore dopo i problemi di salute che lo avevano costretto ad allontanarsi dalla televisione due anni prima.
- Da segnalare era la presenza come ospite di Pippo Baudo, che da meno di un anno era tornato in Rai dopo la fine della sua seconda e poco fortunata esperienza a Mediaset.
- Nella platea erano presenti inoltre due volti estranei a Canale 5: Paolo Liguori, all'epoca direttore di Videonews, ed Emilio Fede, al tempo alla guida del TG4.
- La sigla di questa trasmissione, usata per festeggiare il ventennale della rete del Biscione s'intitola 20 anni: essa fu scritta da Fabrizio Berlincioni e Franco Fasano ed interpretata da tutti i volti televisivi di Canale 5.

## Ascolti
| Messa in onda     | Telespettatori | Share  |
| ----------------- | -------------- | ------ |
| 29 settembre 2000 | 7.097.000      | 35,92% |